# Miwa Yanagizawa
Elizabete Miwa Yanagizawa (São Paulo, 1 de marzo de 1965) es una actriz y directora brasileña.

## Biografía
Miwa es paulista e hija de japoneses, actualmente vive en Río de Janeiro desde hace más de tres décadas. Comenzó su carrera en el teatro, donde participó en la obra teatral "Cinderela China". Como directora de teatro, Miwa dirigió "Censura Livre", "Do Lado de Cá", "Camarim 571", "Homem de Barros", "Los Dos Cavalheiros de Verona", "Gota D’Agua" y "Don Quixote de la Lapa". La actriz trabajó en artes escénicas en la UniRio en 1989 y también había hecho un curso de biología en la Unesp de Botucatu. Y en televisión, Miwa comenzó protagonizando la miniserie Filhos do Sol, a los 26 años, en 1991.

## Filmografía

### Televisión
| Año  | Título                 | Papel                                    |
| ---- | ---------------------- | ---------------------------------------- |
| 1991 | Filhos do Sol          | Ximena Matsumoto                         |
| 1993 | O Mapa da Mina         | Rafaela                                  |
| 1994 | Quatro por Quatro      | Secretária de Gustavo                    |
| 1997 | Anjo Mau               | Heloísa                                  |
| 1998 | Hilda Furacão          | Lúcia K                                  |
| 1998 | Meu Pé de Laranja Lima | Gilda Tanaka                             |
| 1999 | Andando nas Nuvens     | Atendente de restaurante japonés         |
| 2000 | Laços de Família       | Celina (Cel)                             |
| 2001 | Os Normais             | Yoko (ep: "Normas do Clube")             |
| 2004 | Um Só Coração          | Harumi Fujihara                          |
| 2004 | Como uma Onda          | Miyuki                                   |
| 2005 | Linha Direta           | Kazuyo Nabeta (ep: "Edifício Joelma")    |
| 2007 | Paraíso Tropical       | Médica (ep: "27 de setembro")            |
| 2009 | Viver a Vida           | Tomie Murakami                           |
| 2010 | Yasmin                 | Gilda                                    |
| 2011 | Morde & Assopra        | Tieko Kobayashi                          |
| 2012 | As Brasileiras         | Tizuka (ep: "A Venenosa de Sampa")       |
| 2014 | O Caçador              | Su Yang                                  |
| 2015 | Sete Vidas             | Directora de colegio (ep: "29 de abril") |
| 2015 | A Regra do Jogo        | Rehén de robo de banco                   |
| 2016 | Sol Nascente           | Mieko Tanaka                             |
| 2019 | A Dona do Pedaço       | Capitã                                   |
| 2020 | Spectros               | Zenóbia Yamasaki                         |
| 2021 | Sessão de Terapia      | Lídia                                    |

### Cine
| Año  | Título                           | Papel    |
| ---- | -------------------------------- | -------- |
| 2017 | La Película de mi Vida           | Brigitte |
| 2015 | El Nombre del Día                | Madre    |
| 2012 | Hooji                            | Madre    |
| 2012 | El Tipo que Sangra               | Cristina |
| 2009 | Omoidê                           |          |
| 2009 | Reykjavik whale watching masacre | Yuko     |
| 2001 | La Muerte de la Mulata           | Fuji     |
| 1999 | El Día de la Caza                | Betty    |

## Teatro

### Como actriz
| Año  | Título                                | Papel      |
| ---- | ------------------------------------- | ---------- |
| 2014 | Trágica.3                             | Electra    |
| 2012 | Nada                                  | Maria Olga |
| 2010 | RockAntygona                          | Antígona   |
| 2001 | As lágrimas amargas de Petra von Kant | Marlene    |

### Como directora
| Año  | Título                                   |
| ---- | ---------------------------------------- |
| 2019 | Nastácia                                 |
| 2012 | Nada                                     |
| 2012 | La Tempestad                             |
| 2011 | Breu                                     |
| 2010 | RockAntygona                             |
| 2009 | Naranja Azul                             |
| 2006 | Los Dos Cavalheiros de Verona            |
| 2004 | Debe haber algún sentido en mí que basta |

## Premios e nominaciones
| Año  | Premio            | Categoría                                                 | Trabajo                                  | Resultado | Ref    |
| ---- | ----------------- | --------------------------------------------------------- | ---------------------------------------- | --------- | ------ |
| 2001 | Mejor Actriz      | Cinevue International Film and Video Festival Competition | La Muerte de la Mulata                   | Ganadora  |        |
| 2004 | Mejor Espectáculo | Trofeo APCA                                               | Debe haber algún sentido en mí que basta | Ganadora  |        |
| 2011 | Mejor Actriz      | Premio Cuestión de Crítica                                | Hooji                                    | Ganadora  |        |
| 2012 | Mejor Actriz      | Festival de Cine de Triunfo                               | Hooji                                    | Ganadora  | [ 20 ] |
| 2012 | Mejor Actriz      | Muestra Competitiva Brasil                                | Hooji                                    | Ganadora  |        |
| 2012 | Mejor Actriz      | Festival Art Deco de Cine                                 | Hooji                                    | Ganadora  |        |